# SMS Spalato
Az SMS Spalato az Osztrák–Magyar Monarchia Zara-osztályú torpedóhajója (őrhajója) volt az első világháborúban. A testvérhajója az SMS Zara, az SMS Sebenico és az SMS Lussin volt.

## Pályafutása
1878 szeptemberében megkezdődött az építése. November 2-án I. Ferenc József császár jóváhagyta a nevét. December 16-án lefektették a gerincét. 1879.augusztus 30-án vízre bocsátották. A Hajógyár szállította a kazánok és főgépek alapzatát. Az árbócokat, kötélzetet és vitorlázatot, csónakokat, a horgonyberendezéseket és egyéb felszerelési tárgyakat a pólai arzenál biztosította. 1880. július 27-én Pólába vontatták. 1882-ben egy torpedóvető csövet építettek a hajóorrba. 1883-ban a Zara-hoz hasonlóan meghosszabbították a hajócsavarok tengelyeit, és teljesen átépítették a főgépeit. Elektromos világítást és elektromos lövegelsütő berendezéseket kapott.
1884. november 23-án újra dokkba állt. December 17-én hároméves szárazföldi tartózkodás után kijött a dokkból. 1886. január 26-án kipróbálták a főgépeit egy próbaúton, melyen
12,63 csomó sebességet ért el. Az orrfedélzetére felszereltek egy 4,7 cm-es gyorstüzelő löveget.
Május 25-én kiképzőhajónak osztották be a Torpedó Iskolához, a Velebich alárendeltségébe. 1887-ben 4 db. 4,7 cm/L33 gyorstüzelő löveget kapott. 1888-tól a 2-es kategóriájú Tartalékban volt. 1895-ben az orrban lévő torpedóvető csövet átalakították a lőporral történő torpedóindításra. 1896-ban a Fűtő- és Gépész Iskolához osztották be amíg a Téli Hajórajhoz tartozott. 1897. január 12-én leszerelték. Átalakították a Tüzérségi Iskola kiszolgálóhajójává. A fegyverzetét 12 cm-es és 15 cm-es lövegekkel egészítették ki. A hajótesten hátul lövegkarzatokat alakítottak ki. Az árbócait kiemelték és csak jelzőárbócot telepítettek a vezérlőtorony elé. 1898. január 14-én a Radetzky tüzérségi iskolahajó alárendeltségébe került, mint tengeri kiképzőhajó, és Vergarollában állt kikötve. A céllövészeti gyakorlatokon kisegítőhajóként működött.
1908. március 31. – április 3. között segítséget nyújtott a Galiola szirten megfeneklett Saline Italiane gőzhajónak. 1909. március 15-én mozgósították és Kumborba vezényelték. 1910-től a Tüzérségi Iskola kisegítőhajójaként szolgált. 1914-től a rossz állapota miatt pólai helyi védelmi feladatokra osztották be, és Verudában volt őrhajó. 1915-ben a 2 db 9 cm-es és a 4 db 4,7 cm-es lövegei kivételével, leszerelték minden ágyúját. 1916 decemberében megjavították a kazánjait. 1918 márciusában kiszerelték a torpedóvető csöveit. 1920-ban Olaszország kapta meg lebontásra.